# Oksana Zabujko
Oksana Stefànivna Zabujko (en ucraïnès: Оксана Стефанівна Забужко, transliteració internacional / a l'anglès: Oksana Zabuzhko; Lutsk, 19 de setembre de 1960) és una escriptora, poeta, assagista i filòsofa ucraïnesa.
Va estudiar filosofia a la Universitat de Kíiv, on es va doctorar en estètica el 1987. Va fer classes a la Universitat Estatal de Pennsilvània el 1992 com a escriptora convidada, i de literatura ucraïnesa a Harvard i Pittsburgh. Actualment treballa a l'institut filosòfic Hrihorii Skovorodà de l'Acadèmia Nacional de les Ciències d'Ucraïna.
Va ser vice-presidenta del PEN ucraïnès del 1995 al 2010.
El 8 de març de 2022, l'escriptora esdevingué la primera persona que no és ni ciutadana ni funcionària de la UE a intervenir en un ple del Parlament Europeu a Estrasburg.

## Biografia
Oksana Zabujko nasqué el 19 de setembre de 1960 a Lutsk, una ciutat important de l'oest d'Ucraïna, al si d'una família d'intel·lectuals ucraïnesos. El seu pare, Stefan Ivànovitx Zabujko (1926-1983) era professor i alhora crític literari i traductor. Va ser ell qui va traduir per primera vegada a l'ucraïnès les obres del compositor i escriptor txec Ilja Hurník i com molts altres intel·lectuals hagué de patir repressió durant l'època de Stalin. Com que el seu pare era professor, la futura escriptora va rebre la seva educació a casa seva.
Les repressions iniciades el setembre de 1965 contra els intel·lectuals ucraïnesos van obligar la família a abandonar Lutsk, i d'ençà del 1968 Oksana Zabujko resideix a la capital del país.
Més endavant va estudiar filosofia a la Universitat de Kíiv, on també es doctorà en estètica el 1987. Uns quants anys més tard, el 1992, va anar als Estats Units per a ensenyar a la Universitat Estatal de Pennsilvània com a escriptor visitant. Zabujko rebé una beca Fulbright el 1994 i va ensenyar posteriorment literatura ucraïnesa a les universitats de Harvard i Pittsburgh. Actualment treballa a l'Institut de Filosofia Hryhori Skovorodá de l'Acadèmia Nacional de Ciències d'Ucraïna.

## Obra

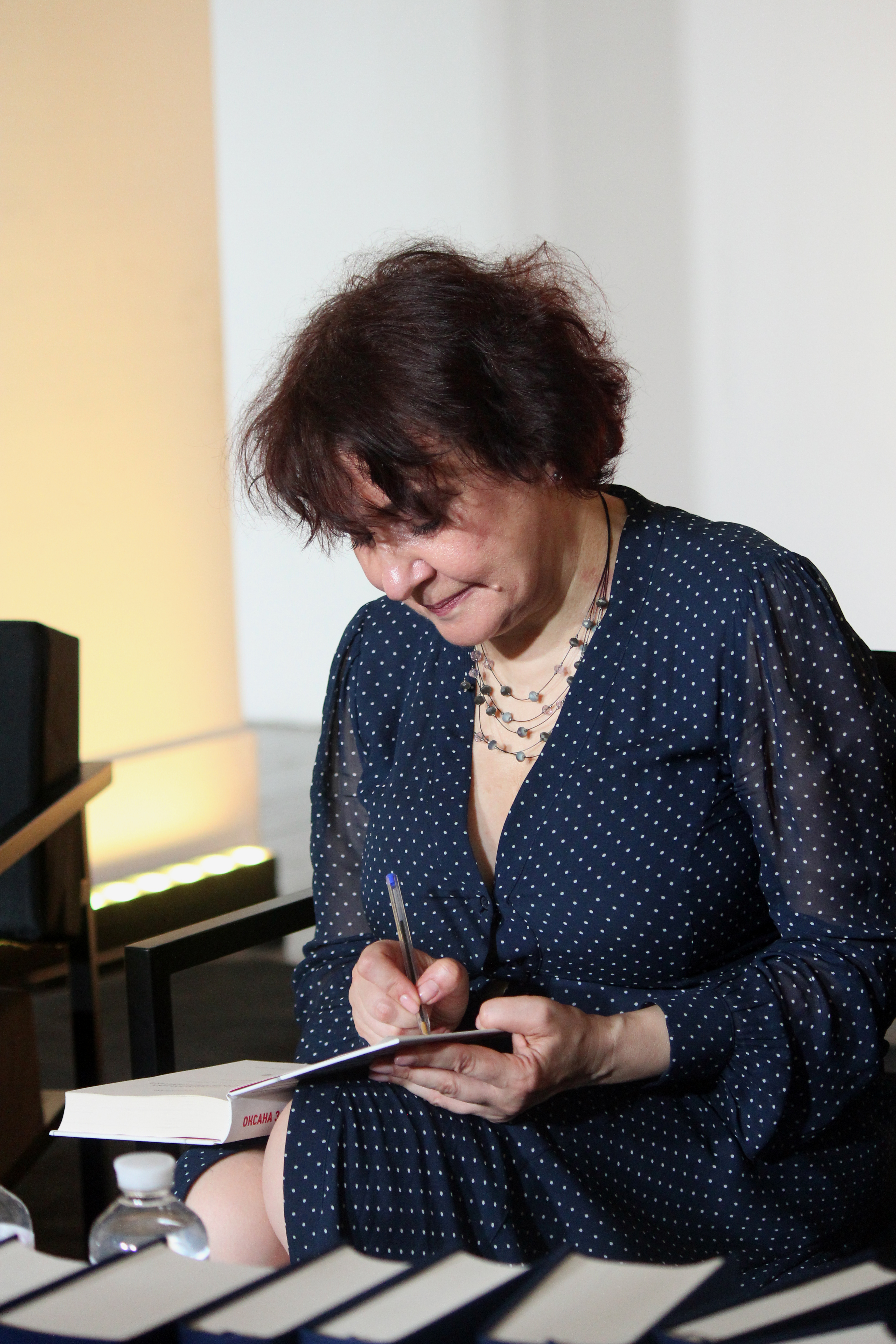
Oksana Zabujko signant un autògraf al festival literari Arsenal de Kíiv el 2021

### Poesia
- 1985: Травневий іній (Gebre de maig)
- 1990: Дириґент останньої свічки (El director de l'última espelma). Kíiv: "Rad. pysʹmennyk", 1990. ISBN 5-333-00535-4
- 1994: Автостоп (Fent dit)
- 2000: Новий закон Архімеда (Nova llei d'Arquimedes)
- 2005: Друга спроба. Вибране (Segon intent. Obra seleccionada). Kíiv: Факт (Fakt), 2005.
- 2013: Вибрані вірші 1980—2013 (Poesia selecta 1980-2013). Kíiv: Комора (Komora), 2013. ISBN 978-966-97346-2-4

### Prosa

#### Novel·les i novel·les breus
Aquí les novel·les i novel·letes que s'han publicat al seu propi volum.
- 1996: Польові дослідження з українського сексу (Treball de camp sobre el sexe ucraïnès) (novel·la). Kíiv: Спадщина (Spàdsxyna), 1996, 2011 (8a edició); Kíiv: Комора (Komora), 2015-2022. ISBN 978-6177-286-00-3.
- 2000: Казка про калинову сопілку (Història d'una flauta d'aliguer, o alternativament: Història d'un flabiol) (novel·la breu). Kíiv: Факт (Fakt), 2000. ISBN 978-966-97346-0-0
- 2009: Музей покинутих секретів (El museu dels secrets abandonats) (novel·la). Kíiv: Факт (Fakt), 2009, 2010; Spàdsxyna, 2012; Komora, 2013. Premi Korrespondent 2010 al millor llibre ucraïnès de ficció[7] i premi Àngelus de Literatura Centreeuropea 2013, en la seva traducció al polonès.[8][9][10] ISBN 9789663592930

#### Relats i novel·les breus
Aquí els relats i novel·letes publicades conjuntament en reculls
- 2003: Сестро, сестро (Germana, germana - relats i novel·les breus). Kíiv: Факт (Fakt), 2003. ISBN 966-664-078-3
- 2008: Книга Буття, глава четверта (El llibre del Gènesi, capítol quatre - novel·les breus). Kíiv: Факт (Fakt), 2008; primer publicat a la revista de Khàrkiv Прапор (pràpor), ara Березіль (Bérezil). ISBN 9789663592732
- 2014: Тут могла б бути ваша реклама (El vostre anunci podria estar aquí - relats breus). Kíiv: Клуб Семейного Досуга (editorial Club de lleure familiar). ISBN 978-966-14-6546-5
- 2022: Після третього дзвінка вхід до зали забороняється (Després del tercer timbre, es prohibeix l'entrada a la sala - recull de prosa breu). Kíiv: Комора (Komora), 2022. ISBN 978-617-7286-25-6

### No ficció

#### Assaig, periodisme, memòries
- 1990: Дві культури (Dues cultures). Kíiv, RSS d'Ucraïna: "Знання" України ("Znannià" [Coneixement] d'Ucraïna, 1990. ISBN 5777001084, ISBN 9785777001085
- 1999: Хроніки від Фортінбраса. Вибрана есеїстика (Cròniques de Fortinbras. Selecció d'assajos). Kíiv: Видавництво Факт (Editorial Fakt), 1999. ISBN 978-966-359-238-1
- 2001: Репортаж із 2000-го року (Informe de l'any 2000). Kíiv: Видавництво Факт (Editorial Fakt), 2001 - recull d'articles. ISBN 9667274853, ISBN 9789667274856
- 2005: Let my people go. 15 текстів про українську революцію (Let my people go. 15 textos sobre la revolució ucraïnesa). Kíiv: Видавництво Факт (Editorial Fakt), 2005. ISBN 966-359-096-3 - Premi Korrespondent al millor llibre ucraïnès de no ficció 2006.[11]
- 2011: Вибране листування на тлі доби. 1992—2002 (Correspondència seleccionada amb rerefons de l'era. 1992-2002) (amb Iurii Xeveliov). Kíiv: Видавництво Факт (Editorial Fakt), 2011; Kíiv: Комора (Komora), 2013. ISBN 978-9669-73-465-5
- 2012: З мапи книг і людей (Del mapa de llibres i persones). Txernivtsí: Meridian Czernowitz, Друкарня "Рута" (Impressors "Ruta"), 2012. ISBN 978-966-2771-02-2
- 2016: І знов я влізаю в танк…. Вибрані тексти 2012—2016: статті, есе, інтерв'ю, спогади (I de nou entro al tanc... Textos seleccionats 2012—2016: articles, assaigs, entrevistes, memòries). Kíiv: Комора (Komora), 2016. ISBN 9786177286119
- 2020: Планета Полин (Planeta Donzell). Kíiv: Комора (Komora), 2020. ISBN 978–617–7286–59–1 Error en ISBN: caràcter no vàlid
- 2021: Як рубали вишневий сад, або Довга дорога з Бад-Емса (Com van talar l'hort de cirerers, o El llarg camí des de Bad Ems). Kíiv: Комора (Komora), 2021. ISBN 978-617-7286-70-6
- 2022: Die längste Buchtour (La gira de presentació de llibres més llarga). Ha sortit publicat primer en traducció alemanya, aviat en l'ucraïnès original. Droschl, set. 2022. ISBN 3990591215, ISBN 978-3990591215

#### Entrevistada
- 2014: Український палімпсест: Оксана Забужко у розмові з Ізою Хруслінською (Palimpsest ucraïnès: Oksana Zabuzhko en conversa amb Iza Khruslinska), traduït del polonès per Dzenyslava "Dzvinka" Màtiiax (Дзвенислава Матіяш) - (sèrie d'entrevistes). Kíiv: Комора (Komora), 2014. ISBN 978-966-97346-9-3

#### Filosofia, pensament, estudis literaris
- 1992: Філософія української ідеї та європейський контекст: Франківський період (La filosofia de la idea ucraïnesa i el context europeu: el període d'[Ivan] Frankó). Kíiv: Naük dumka, 1992; Kíiv: Основи (Osnovy), 1993; Kíiv: Fakt, 2006; Kíiv: Komora, 2020. ISBN 978-617-7286-66-9
- 1996: Шевченків міф України: Спроба філософського аналізу (El mite d'Ucraïna de Xevtxenko: un intent d'anàlisi filosòfica). Kíiv: Видавництво Факт (Editorial Fakt), 1996, 4a edició 2009. ISBN 9789663592374
- 2007: Notre Dame d'Ukraine. Українка в конфлікті міфологій (Notre Dame d'Ukraine. [Lèssia] Ukraïnka en un conflicte de mitologies). Kíiv: Комора (Komora), 2007. ISBN 978-9669-74033-5
- 2020: Леся Українка. Апокриф. Вибране. Чотири розмови про Лесю Українку (Lèssia Ukraïnka. Apòcrif. Quatre converses seleccionades sobre Lèssia Ukraïnka), amb el primat de l'Església Grecocatòlica ucraïnesa, Sviatoslav Xevtxuk. Kíiv: Комора (Komora), 2020. ISBN 978-617-728-660-7

#### Biografia, etnografia
- Теура Софія Яблонська (La «teura» [ocell vermell] Sofia Iablonska). Kíiv: Родовід (Rodovid), 2018. Sobre la destacada fotògrafa, escriptora, viatgera i documentalista ucraïnesa. ISBN 978-617-7482-25-2

### Projectes com a antologista
- Літопис самовидців: Дев'ять місяців українського спротиву (Crònica d'autotestimonis. Nou mesos de resistència ucraïnesa). Autora del projecte / a cura de: Oksana Zabujko; compilat per Tetiana Teren; pròleg de S. Aleksiévitx; il·lustradora O. Klatxynska. Kíiv: Комора (Komora), 2014. ISBN 978-966-97403-2-8

### Traduccions fetes per l'autora
- Світлана Алексієвич. Чорнобиль: хроніка майбутнього (Svitlana Aleksiévitx. Txernòbil: una crònica del futur, 1997), traducció i epíleg O. Zabujko. Kíiv: Факт (Fakt), 1998, 194 pàg. ISBN 966-727438-1

## Premis
- Premi Angelus (2013)[12]
- Premi Antonòvitx (2009)[13]
- Premi nacional Xevtxenko (2019)[14]
- Premi Women in Arts (2020)[15]